# Hypsicera erythropus
Hypsicera erythropus là một loài tò vò trong họ Ichneumonidae.